# Život posle smrti
Život posle smrti (ili zagrobni život) je verovanje da se suštinski deo identiteta pojedinca ili tok svesti nastavlja nakon smrti njegovog fizičkog tela. Prema različitim idejama o zagrobnom životu, osnovni aspekt pojedinca koji živi posle smrti je ili neki parcijalni element ili cela duša ili njegov duh koji sa sobom nosi lični identitet ili se, naprotiv, nalazi u budističkoj nirvani. Suprotno od verovanja u život posle smrti je verovanje u zaborav nakon smrti.
Prema jednima, ovo kontinuirano postojanje često se odvija u duhovnom carstvu, a prema drugim popularnim gledištima, pojedinci se mogu ponovo roditi u ovom svetu i ponovo započeti životni ciklus, najverovatnije bez sećanja na ono što su činili u prošlosti. Prema ovom poslednjem gledištu, takva ponovna rođenja i smrti mogu se konstantno ponavljati sve dok pojedinac ne uđe u duhovno carstvo ili zagrobni svet. Glavni pogledi na zagrobni život proizlaze iz religije, ezoterizma i metafizike.
Neki sistemi verovanja, poput onih u Avramskoj tradiciji, drže da mrtvi odlaze u određenu ravan postojanja posle smrti, kako je to odredio Bog ili neki drugi božanski sud, na osnovu njihovih postupaka (ortopraksije) ili vere tokom života. Nasuprot tome, u sistemima reinkarnacije, poput onih u indijskim religijama, priroda daljeg kontinuiranog postojanja određuje se direktno prema postupcima pojedinca u okončanom životu.

## Različiti metafizički modeli
Teisti uglavnom veruju da neki vid života čeka ljude posle smrti. Pripadnici nekih uglavnom neteističkih religija skloni su verovanju u život posle smrti, ali bez pominjanja božanstva. Sadukeji su bili drevna jevrejska sekta koja je uglavnom verovala da postoji Bog, ali ne i život posle smrti.
Mnoge religije, bilo da veruju u postojanje duše u drugom svetu poput hrišćanstva, islama i raznih paganskih sistema verovanja ili u reinkarnaciju poput raznih oblika hinduizma i budizma, veruju da je nečiji status u zagrobnom životu nagrada ili kazna za njegovo/njeno ponašanje tokom života.
Reinkarnacija je filozofski ili religijski koncept prema kome jedan aspekt živog bića započinje novi život u drugom fizičkom telu ili obliku posle svake smrti. Naziva se još i ponovno rođenje ili seoba i deo je Samsara doktrine cikličnog postojanja. Reinkarnacija je centralni princip svih glavnih indijskih religija, a to su budizam, hinduizam, đainizam i sikizam. Ideja o reinkarnaciji je prisutna u mnogim drevnim kulturama, a u ponovno rođenje/metempsihozu verovale su mnoge istorijske ličnosti Stare Grčke, poput Pitagore, Sokrata i Platona. Reinkarnacija je takođe zajedničko verovanje za razne drevne i moderne religije poput spiritizma, teozofije i ekankara. Može se naći i u mnogim plemenskim društvima širom sveta - u Australiji, Istočnoj Aziji, Sibiru i Južnoj Americi.
Iako većina denominacija u okviru avramskih religija - judaizma, hrišćanstva i islama - ne veruje da se individue reinkarniraju, određene grupe unutar tih religija pominju reinkarnaciju; u ove grupe spadaju istorijski i savremeni sledbenici Kabale, katari, alaviti, druzi i rozenkrojceri. Istorijski odnosi između ovih sekti i verovanja o reinkarnaciji karakterističnih za neoplatonizam, orfizam, hermetizam, manihejstvo i gnosticizam rimskog doba, kao i indijskih religija predmet su skorijih naučnih istraživanja. Crkva jedinstva (Unity Church) i njen osnivač Čarls Filmor takođe podučavaju reinkarnaciju.

### Raj i pakao
Raj (nebesa, nebo, sedmo nebo, budistička Čista zemlja, islamski Dženet, nordijska Valhala) predstavlja uobičajeno religijsko, kosmološko ili transcendentno mesto gde žive, odakle potiču ili gde sede na prestolu bića kao što su bogovi, anđeli, džinovi ili sveci . Prema verovanjima nekih religija, nebeska bića mogu da siđu na zemlju ili da se ovaplote u nečijem liku, a ona zemaljska mogu da se uspnu na nebo u zagrobnom životu ili, u izuzetnim slučajevima, uđu na nebo živi.
Nebo se često opisuje kao "više mesto", najsvetije mesto, raj, nasuprot paklu ili podzemnom svetu ili "niskim mestima" i univerzalno ili uslovno dostupno zemaljskim bićima prema različitim kriterijumima božanstvenosti, dobrote, pobožnosti, vere ili drugih vrlina ili ispravnih uverenja ili jednostavno Božje volje. Neki veruju u mogućnost raja na Zemlji u svetu koji će doći.
U indijskim religijama nebom se smatra Svarga loka. Postoji sedam pozitivnih regija u koje duša može otići nakon smrti i sedam negativnih. Nakon završetka boravka u odgovarajućoj regiji, duša se ponovo rađa u različitim oblicima života u skladu sa svojom karmom. Ovaj ciklus se može prekinuti nakon što duša postigne mokšu ili nirvanu. Svako mesto postojanja, bilo ljudi, duša ili božanstava, izvan opipljivog sveta (raj, pakao ili neko drugo) naziva se zagrobni svet.
Pakao je u mnogim verskim i folklornim tradicijama mesto torture i kazne u zagrobnom životu. Religije sa linearnom božanskom istorijom često prikazuju pakao kao večno odredište, dok ga religije sa cikličnom istorijom često prikazuju kao međuperiod između inkarnacija. Ove tradicije tipično lociraju pakao u nekoj drugoj dimenziji ili ispod zemljine površine i često sadrže ulaze u pakao iz zemlje živih. U ostale destinacije života posle smrti spadaju čistilište i limbo.
Tradicije koje ne vide život posle smrti kao mesto kažnjavanja ili nagrađivanja opisuju pakao samo kao prebivalište mrtvih, grob, neutralno mesto (npr. šeol ili Had) koje se nalazi ispod površine zemlje.

## Drevne religije

### Religija Starog Egipta
Zagrobni život igrao je važnu ulogu u staroegipatskoj religiji, a njen sistem verovanja je jedan od najranijih poznatih u zapisanoj istoriji. Kada telo umre, delovi njegove duše pod nazivom ka (dvojnik tela) i ba (ličnost) odlaze u Kraljevstvo mrtvih. Dok duša prebiva na Aaruovim poljima, Oziris zahteva rad kao kompenzaciju za zaštitu koju pruža. U grobnice su stavljane statue kako bi služile kao zamena za pokojnike.
Dolaženje do nagrade u zagrobnom životu je zahtevno iskušenje za koje su potrebni srce bez greha i sposobnost recitovanja bajalica, lozinki i formula iz Knjige mrtvih. U Dvorani dve istine, srce pokojnika se meri tako što je stoji na jednom tasu vage, dok je na drugom tasu pero istine i pravde šu iz kose boginje Maat. Ako je srce lakše od pera, pokojnik može da prođe dalje, a ako je teže, proždire ga demon Amut.
Egipćani su takođe verovali da je mumificiranje i stavljanje u sarkofag (drevni egipatski "mrtvački sanduk" na kome su isklesani složeni simboli i crteži, kao i slike i hijeroglifi) jedini način za život posle smrti. Samo ako je leš pravilno balzamovan i sahranjen u mastabi, mrtvi će moći ponovo da žive na poljima Jalu i prate Sunce na njegovom svakodnevnom putu. Zbog opasnosti koje vrebaju u zagrobnom životu, Knjiga mrtvih je stavljana u grobnicu zajedno sa telom, kao i hrana, nakit i "kletve". Takođe se koristilo i "otvaranje usta".
Staroegipatska civilizacija bila je zasnovana na religiji; verovanje u ponovno rođenje posle smrti postalo je pokretačka snaga njihovih pogrebnih praksi. Smrt je bila samo privremeni prekid života, a ne potpuni prestanak i taj večni život mogao se obezbediti pobožnošću, očuvanjem fizičkog oblika pomoću mumificiranja i stavljanjem statua i druge pogrebne opreme. Svaki čovek se sastoji od fizičkog tela, ka, ba i akh . Ime i Senka su takođe živa bića. Da bi se uživalo u zagrobnom životu, svi ti elementi su morali biti održani i zaštićeni.
Dana 30. marta 2010, portparol egipatskog Ministarstva kulture je objavio da su u Luksoru pronašli velika crvena vrata od granita sa natpisima staroegipatskog zvaničnika, moćnog savetnika kraljice Hatšepsut iz 18. dinastije koja je vladala između 1479. p. n. e. i 1458. p. n. e., duže nego bilo koja žena. On veruje da su ova lažna vrata bila "vrata za zagrobni život". Prema arheolozima, ova vrata su bila ponovo iskorišćena u konstrukciji rimskog Egipta.

### Drevne grčke i rimske religije
Grčki bog Had poznat je u grčkoj mitologiji kao kralj podzemnog sveta, mesta gde duše žive posle smrti. Grčki bog Hermes, glasnik bogova, odvodi  umrlu dušu osobe u podzemni svet (koji se ponekad naziva Had ili Kuća Hada). Duše ostavlja na obali reke Stiks, koja se nalazi između života i smrti.
Haron odvodi duše preko reke u Had, ako imaju zlata: po sahranjivanju, porodica umrle duše stavljala je novčiće ispod jezika pokojnika. Po prelasku, dušama sude Eak, Radamant i kralj Minoj. Šalju ih u Jelisej, Tartar, Asfodelska polja ili Polja kazne. Jelisejska polja su za duše koje su živele čistim životima. Ona se sastoje od zelenih polja, dolina i planina i svi su tamo u miru i zadovoljni, a Sunce uvek sija. Tartar je za ljude koji su bogohulili ili su jednostavno bili buntovni i svesno zli.
Asfodelska polja su za razne ljudske duše: one čiji su gresi bili jednaki njihovoj dobroti, koje su u životu bile neodlučne ili nisu bile osuđene. Polja kazne su za ljude koji su grešili često, ali ne toliko da zaslužuju Tartar. U Tartaru se duša kažnjava spaljivanjem u lavi ili rastezanjem na spravi za mučenje. Nekim junacima grčke legende dozvoljeno je da posete podzemni svet. Rimljani su imali sličan sistem verovanja o životu posle smrti, pri čemu je Had postao Pluton. U starogrčkom mitu o Herakleovim zadacima, heroj Herakle morao je da otputuje u podzemni svet kako bi uhvatio Kerbera, troglavog psa čuvara.
U Scipionovom snu, Ciceron opisuje iskustvo izlaska iz tela duše koja putuje visoko iznad Zemlje i posmatra malu planetu iz daljine.
U VI knjizi Vergilijeve Eneide, junak Eneja putuje u podzemni svet da bi video svog oca. Pored reke Stiks, vidi duše onih koji nisu pravilno sahranjeni, koje su primorane da čekaju pored reke dok ih neko ne sahrani. A dole, zajedno sa mrtvima, nailazi na mesto na kome prebivaju oni koji su pogrešno osuđeni, na polja tuge gde prebivaju oni koji su počinili samoubistvo i zažalili, uključujući i Enejinu bivšu ljubav, ratnike i senke, Tartar (gde prebivaju titani i moćni besmrtni neprijatelji Olimpijaca) gde čuje stenjanje zatvorenih, Plutonovu palatu i Jelisejska polja gde prebivaju potomci božanskih i najhrabrijih junaka. On vidi reku zaborava, Letu, iz koje mrtvi moraju da piju kako bi zaboravili svoj život i počeli iznova. Na kraju, otac mu pokazuje sve buduće heroje Rima koji će živeti ako Eneja ispuni svoju sudbinu u osnivanju grada.

## Avramske religije

### Hrišćanstvo
Glavna struja hrišćanstva propoveda verovanje u Nikejski simbol vere, a u engleskoj verziji Nikejskog simbola vere nalazi se rečenica: „Očekujemo vaskrsenje mrtvih i život sveta koji dolazi“.
Kad su Sadukeji pitali Isusa o vaskrsenju mrtvih (u kontekstu čiji je neko supružnik ako je bio u braku nekoliko puta u životu), on im je rekao da će brak nakon vaskrsenja biti irelevantan, jer će vaskrsli biti kao anđeli na nebu.
Knjiga Enohova opisuje Šeol kao podeljen u četiri odeljka za četiri vrste mrtvih: verne svece koji čekaju vaskrsenje u Raju, one koji su samo moralni i koji čekaju nagradu, zle koji čekaju kaznu i zle koji su već kažnjeni i neće vaskrsnuti na Sudnji dan. Većina denominacija hrišćanstva i sve denominacije judaizma smatraju Knjigu Enohovu apokrifnom. 
Autor Jevanđelja po Luki prepričava priču o bogatašu i ubogom Lazaru, koja prikazuje ljude u Hadu koji čekaju uskrsnuće u utesi ili u muci. Autor Otkrivenja Jovanovog piše o epskoj bici Boga i anđela protiv Satane i demona na kraju vremena kada će svim dušama biti suđeno. Pominju se duhovna tela umrlih proroka i preobraženje.
Ipolit Rimski prikazuje podzemni svet (Had) kao mesto gde se pravedni mrtvi, čekajući u Avramovom krilu svoje uskrsnuće, raduju svojim budućim izgledima, dok se nepravedni muče pri pogledu na "jezero neizdržive vatre" gde im je suđeno da budu bačeni.
Grigorije iz Nise govori o mogućnosti pročišćavanja duša posle smrti, u šta se pre toga dugo verovalo.
Papa Grgur I ponavlja koncept, koji je Grigorije iz Nise formulisao vek ranije, da spaseni prolaze kroz pročišćavanje nakon smrti, u vezi sa čim je pisao o „čistilišnom plamenu“.
Imenica "purgatorium" (latinski: čistilište)  prvi put je upotrebljena da opiše stanje bolnog pročišćenja spasenih posle života. Istu reč u pridevskom obliku (purgatorius -a -um, pročišćen), koja se takođe pojavljuje i u nereligijskim spisima, koristili su hrišćani poput Avgustina iz Hipoa i pape Grgura I kao naziv za pročišćenje nakon smrti.
U vreme prosvetiteljstva, teolozi i filozofi su iznosili različite teorije i verovanja. Tu treba pomenuti Emanuela Svedenborga koji je napisao 18 teoloških dela u kojima je detaljno opisana priroda života posle smrti, prema duhovnim iskustvima koje je tvrdio da je imao, a od tih dela najpoznatije je Nebo i pakao. Njegov izveštaj o životu tamo pokriva širok spektar tema, kao što su brak na nebu (gde su svi anđeli u braku), deca na nebu (gde ih odgajaju roditelji anđeli), vreme i prostor na nebu (koji ne postoje), proces buđenja posle smrti u Svetu duhova (mesto na pola puta između Neba i Pakla i gde se ljudi prvi put bude nakon smrti), davanje slobodne volje biranja između Neba ili Pakla (za razliku od odlučivanja Boga o tome), večnost Pakla (koji može da se napusti, ali se to ne želi) i da su svi anđeli ili đavoli jednom bili ljudi na zemlji.

#### Katolička crkva
U "Duhovnoj borbi", delu Lorenca Skupolija, kaže se da "onaj koji je zao" pokušava da izvrši četiri napada u trenutku smrti. Katolička koncepcija života posle smrti uči da se duši sudi nakon što telo umre i oni koji su pravedni i bez greha odlaze na Nebo. S druge strane, oni koji umiru u smrtnom grehu za koji se nisu pokajali odlaze u pakao. Devedesetih godina XX veka, katehizam Katoličke crkve definisao je pakao ne kao kaznu koja se izriče grešniku, već kao grešnikovo samoisključenje od Boga. Za razliku od drugih hrišćanskih grupa, Katolička crkva uči da oni koji umiru u stanju milosti, ali još uvek nose oprostiv greh, odlaze na mesto koje se naziva Čistilište, gde prolaze kroz pročišćenje da bi ušli na Nebo.

##### Limbo
Uprkos popularnom mišljenju, limbo, koji su teolozi počeli da razrađuju od Srednjeg veka naovamo, nikada nije bio priznat kao dogma Katoličke crkve, ali je povremeno predstavljao veoma popularnu teološku teoriju unutar Crkve. Limbo predstavlja teoriju da nekrštene, ali nevine duše, poput novorođenčadi ili vrlih pojedinaca koji su živeli pre nego što je Isus Hrist rođen na zemlji, ili onih koji su umrli pre krštenja, ne egzistiraju ni na Nebu ni u Paklu. Stoga one ne zaslužuju ni blaženu viziju, niti su podvrgnute nekoj kazni, jer nisu krive ni za kakav lični greh iako nisu primile krštenje, tako da još uvek nose prvorodni greh. Tako da se uglavnom smatra da duše u limbu egzistiraju u stanju prirodne, a ne natprirodne, sreće, do kraja vremena.
U drugim hrišćanskim denominacijama limbo je opisan kao međustanje ili stanje zatočenosti u zaboravu.

##### Čistilište
Pojam čistilišta je u vezi sa Katoličkom crkvom. U Katoličkoj crkvi, svi koji umiru u Božjoj milosti i prijateljstvu, ali još uvek nesavršeno pročišćeni, zaista su sigurni u svoj večni spas; ali nakon smrti podvrgavaju se pročišćenju, kako bi postigli svetost potrebnu za odlazak na Nebo ili konačno pročišćenje izabranih, što se u potpunosti razlikuje od kažnjavanja prokletih. Tradicija crkve, pozivajući se na određene tekstove svetog pisma, govori o "vatri pročišćenja" iako se ona ne naziva uvek čistilištem.
Anglikanci iz anglo-katoličke tradicije takođe se uglavnom drže ovog verovanja. Džon Vesli, osnivač metodizma, verovao je da postoji srednje stanje između smrti i vaskrsenja i u mogućnost „da tamo nastavimo da rastemo u svetosti“, ali metodizam ne potvrđuje zvanično ovo verovanje i negira mogućnost pomaganja putem molitve bilo kome ko se nalazi u tom stanju.

#### Pravoslavno hrišćanstvo
Pravoslavna crkva je namerno suzdržana u vezi sa životom posle smrti, budući da prihvata misteriju naročito onih stvari koje se još nisu dogodile. Osim drugog Isusovog dolaska, telesnog vaskrsenja i strašnog suda, koji su potvrđeni u Nikejskom simbolu vere (325. godine), pravoslavlje ne propoveda skoro ništa više na definitivan način. Za razliku od zapadnih oblika hrišćanstva, pravoslavlje je tradicionalno nedualističko i ne uči da postoje dve odvojene bukvalne lokacije neba i pakla, već umesto toga prihvata „lokaciju konačne sudbine - raja ili pakla - kao figurativnu." Pravoslavlje propoveda da je strašni sud jednostavno nečiji susret s božanskom ljubavlju i milošću, ali taj susret se doživljava raznoliko u zavisnosti od stepena u kojem je neko preobražen, u kome je božansko uzelo udela i u kojem stepenu je on prema tome kompatibilan ili nespojiv sa Bogom. "Monadni, nepromenljivi i neprekidni predmet eshatološkog susreta je, prema tome, Božja ljubav i milost, Božje blaženstvo koje se uliva u nebeski hram, a subjektivna ljudska reakcija je ta koja prouzrokuje mnogostruko ili podeljeno iskustvo." Na primer, sveti Isak Sirin primećuje da su „oni koji su kažnjeni u Geheni, bičevani bičem ljubavi.... Moć ljubavi deluje na dva načina: muči grešnike ... u vidu gorkog kajanja. A ljubav opija duše Nebeskih sinova svojom privlačnošću." U tom smislu, božanska akcija je uvek, nepromenljivo i konstantno ljubav, a ako neko tu ljubav doživi negativno, tada je to iskustvo samoosude zbog slobodne volje, a ne zbog osude od Boga. Pravoslavlje koristi opis Isusovog suda u Jevanđelju po Jovanu 3:19–21 kao svoj model: „19 A ovo je sud: svetlost je došla na svet, a ljudi  više zavoleše tamu nego svetlost, jer njihova dela bejahu zla. 20 Jer svako ko čini zlo mrzi svetlost i ne ide ka svetlosti, da se ne razotkriju dela njegova jer su zla. 21 Ali ko istinu tvori, ide ka svetlosti, da se vide dela njegova, jer su u Bogu učinjena." Tipično pravoslavno shvatanje kaže, onako kako piše Tomas Hopko: „Upravo prisustvo Božje milosti i ljubavi prouzrokuje muke zlih. Bog ne kažnjava; on oprašta.... Jednom rečju, Bog će se se smilovati svima, voleli oni to ili ne. Ako nam se to sviđa, to je raj; ako ne, to je pakao. Svako koleno se savija pred Gospodom. Sve će biti podređeno Njemu. Bog u Hristu će zaista biti „sve i u svemu“, sa bezgraničnom milošću i uz bezuslovni oproštaj. Ali neće se svi radovati Božjem daru oproštaja i taj izbor će biti presuda, samonametnuti izvor njihove tuge i bola."
Takođe, u pravoslavno učenje spada i preovlađujuća tradicija apokatastaze ili obnove svega na kraju. Ovo je propovedao Origen, ali i mnogi drugi crkveni oci i sveci, uključujući i Grigorija iz Nise. Peti vaseljenski sabor (553. godine) potvrdio je ortodoksiju Grigorija iz Nise, dok je istovremeno osudio Origenov tip univerzalizma jer je propovedao vraćanje u prvobitno stanje, što nije pravoslavno učenje. To je takođe učenje i uglednih pravoslavnih teologa kao što su Olivije Kleman, mitropolit Kalist (Ver) i vladika Ilarion Alfejev.{{cite book|author=  Iako apokatastaza nije dogma crkve već teologumena, ona ne predstavlja učenje pravoslavne crkve |title=Kao što mitropolit Kalist objašnjava: "Jeretički je reći da se svi moraju spasiti, jer bi se time negirala slobodna volja; ali legitimno je nadati se da će svi biti spaseni", jer insistiranje na mukama bez kraja takođe negira slobodnu volju.

### Islam
Ilustracija islamskog verovanja u život posle smrti nalazi se u Kuranu. Arapska reč za raj je Dženet, a pakao je Džehenem . Nivo udobnosti ljudi dok su u grobu (prema nekim komentatorima) u potpunosti zavisi od nivoa njihovog imana ili vere u jednog svemoćnog stvaraoca ili vrhovno biće (Boga ili Alaha). Da bi pojedinac postigao pravilan, čvrst i zdrav iman, mora da čini dobra dela ili se, u protivnom, nivo njegovog imana guši i smanjuje i na kraju može da uvene ako ovaj ne praktikuje islam dovoljno dugo, stoga je dubina praktikovanja islama dobro delo. Pojedinac takođe može steći tasbih i ponavljati Alahova imena pomoću fraze Subhan'Allah ili "slava Alahu" kako bi činio dobra dela, a sve zbog toga da postigne apsolutno verovanje u uzdizanje duhovnog entiteta koji će pronaći svog tvorca (izvor). Ovaj krajnji cilj je naveden u jednom od najistaknutijih stihova Kurana, u prvoj suri pod nazivom Al-Fatiha, u 5. stihu "Ehdina al serata al mostaqeem" što znači "vodi nas pravim putem", a stihovi koji dolaze posle toga opisuju taj put kao "put onih kojima si dodelio svoju milost, a ne put onih koji su zaslužili tvoj bes, niti onih koji su zalutali".
U Kuranu, Alah upozorava na tešku kaznu za one koji ne veruju u zagrobni život (Akhirah), i opominje čovečanstvo da Pakao čeka one koji odriču susret sa bogom.

### Judaizam

#### Šeol
Šeol je u hebrejskoj Bibliji mesto tame (Jov x. 21, 22) na koje idu svi mrtvi, i oni pravedni i oni nepravedni, bez obzira na moralne odluke u životu (Post. xxxvii. 36; Jezek. xxxii; Isa. xiv; Jov xxx. 23), mesto tišine (Ps. lxxxviii. 13, xciv. 17; Knj. prop. Ix. 10), koje se nalazi na najvećoj mogućoj udaljenosti od neba, (Jov xi 8; Amos ix. 2; Ps. cxxxix. 8).
Stanovnici Šeola su "sene" (rephaim), entiteti bez ličnosti ili snage.  Smatra da pod nekim okolnostima živi mogu stupiti u kontakt sa njima, s obzirom da Veštica iz Endora kontaktira Samuilovu senu za Saula, ali su takve prakse zabranjene (Ponovljeni zakoni 18:10).
Dok hebrejska Biblija opisuje Šeol kao trajno mesto za mrtve, u periodu Drugog hrama (otprilike 500. p.n.e - 70. n.e) razvio se raznovrsniji skup ideja. U nekim tekstovima, Šeol se smatra domom i pravednih i zlih, i podeljen je u odgovarajuće odeljke; u drugim, smatra se mestom kazne koje je namenjeno samo zlima. Kada je hebrejska Biblija prevedena na grčki u drevnoj Aleksandriji oko 200. p. n. e, reč "Had" (grčki podzemni svet) zamenjena je za Šeol. To se ogleda u Novom zavetu gde je Had i podzemlje mrtvih i personifikacija zla koje predstavlja.

#### Svet koji će doći
Talmud nudi niz razmišljanja koja se odnose na život posle smrti. Nakon smrti, duši se sudi. Oni koji su vodili besprekorne živote odmah ulaze u Olam Habu ili "svet koji će doći". Većina njih ne ulazi u ovaj svet odmah, već prolaze kroz period preispitivanja zemaljskih aktivnosti i postaju svesni šta su činili loše. Neki posmatraju ovaj period kao „ponovno obrazovanje“, pri čemu duša stiče mudrost kako joj se greške preispituju. Drugi smatraju da se u ovom periodu javlja duhovna bol zbog nedela učinjenih u prošlosti. Na kraju ovog perioda, ne duže od jedne godine, duša zauzima svoje mesto u svetu koji će doći. Iako je patnja postala deo određenih jevrejskih koncepcija zagrobnog života, koncept „večnog prokletstva “, toliko rasprostranjen u drugim religijama, nije princip jevrejskog života posle smrti. Prema Talmudu, umiranje duše rezervisano je za daleko manju grupu zlih vođa, čija veoma zla dela znatno prevazilaze norme ili koji vode velike grupe ljudi do najvećeg zla. Ovo je takođe deo Majmonidovih 13 principa vere.

## Južnoazijske religije

### Budizam
Budisti smatraju da prilikom ponovnog rođenja nepromenljivo sopstvo ili duša ne prelazi iz jednog oblika u drugi. Vrsta ponovnog rođenja biće uslovljena moralnom nijansom postupanja dotične osobe (karma). Na primer, ako je osoba počinila loše telesne, govorne i umne radnje zasnovane na pohlepi, mržnji i zabludi, očekuje se njeno ponovno rođenje u nižem carstvu, tj. u životinjskom, u carstvu gladnog duha ili u paklu. S druge strane, tamo gde je osoba činila aktivnosti zasnovane na velikodušnosti, ljubavi-dobroti, saosećanju i mudrosti, može se očekivati njeno ponovno rođenje u srećnom carstvu, tj. ljudskom ili u nekom od mnogobrojnih nebeskih carstava.
Ipak, mehanizam ponovnog rođenja prema karmi nije deterministički. On zavisi od različitih nivoa karme. Najvažniji trenutak koji određuje gde će se osoba ponovo roditi je trenutak poslednje misli. Prema Teravada budizmu, postoji 31 carstvo postojanja u kome se osoba može ponovo roditi.

### Hinduizam
Upanišade opisuju reinkarnaciju (punarjanma) (videti takođe: samsara), a Bhagavad-Gita, važan hinduistički spis, opširno govori o zagrobnom životu. Ovde Krišna kaže da kao što čovek odbacuje staru odeću i oblači novu, slično duša odbacuje staro telo i poprima novo. U hinduizmu se veruje da telo nije ništa drugo nego ljuska, a duša iznutra je nepromenljiva i neuništiva i poprima različite živote u ciklusu rađanja i smrti. Kraj ovog ciklusa naziva se mukti (na sanskritu: मुक्ति), a konačno ostajanje zauvek sa vrhovnim Bogom je mokša (na sanskritu: मोक्ष) ili spasenje.
Hindusi takođe veruju u karmu. Karma je akumulirani zbir nečijih dobrih ili loših dela. Satkarma su dobra dela, a vikarma loša dela. Prema hinduizmu, osnovni koncept karme je „Kako seješ, tako ćeš žeti“. Dakle, ako je osoba živela dobar život, biće nagrađena u zagrobnom životu. Slično tome, zbir njenih loših dela ogledaće se u njenom sledećem životu. Dobra karma donosi nagrade, a loša karma dovodi do loših rezultata. Ovde nema presude. Ljudi akumuliraju karmu putem svojih postupaka, pa čak i putem misli.

### Đainizam
Đainizam takođe veruje u život posle smrti. Đainisti veruju da duša poprima oblik tela na osnovu prethodnih karmi ili na osnovu njenih aktivnosti tokom večnosti. Prema đainistima, duša je večna i oslobođenje od ciklusa reinkarnacije je sredstvo za postizanje večnog blaženstva.

## Ostale religije

### Tradicionalne afričke religije
Tradicionalne afričke religije se razlikuju u svojim verovanjima u zagrobni život. Društva lovaca-sakupljača, poput naroda Hadza, nemaju nikakvo posebno verovanje u zagrobni život, i smrt pojedinca predstavlja kraj njegovog postojanja. Kultovi predaka se mogu naći u Podsaharskoj Africi, uključujući kulture poput Jombe, Beng, Joruba и Eve. "Verovanje da se mrtvi vraćaju u život i ponovo se rađaju u svojim porodicama nalazi svoj izraz u imenima koja se daju deci....Reinkarniraju se neke od dominantnih karakteristika pretka, a ne njegova duša. Jer svaka duša ostaje različita i svako rođenje predstavlja novu dušu." Jorube, Dogoni i LoDagoa imaju eshatološke ideje slične onima u avramskim religijama, "ali u većini afričkih društava postoji izrazito odsustvo takvih jasnih predstava o raju i paklu, mada postoje predstave o tome da Bog sudi duši posle smrti." U nekim društvima, poput naroda Mende, postoji više verovanja. Mende veruju da ljudi umiru dva puta: jednom tokom procesa pridruživanja tajnom društvu, i drugi put tokom biološke smrti, nakon čega postaju preci. Međutim, neki pripadnici Mendea veruju da ljudi, nakon što ih je Bog stvorio, žive deset uzastopnih života, svaki u progresivno nižem svetu. Jedna međukulturna tema je da su preci deo sveta živih i redovno interaguju s njim.

### Šintoizam
Uobičajeno je za porodice da učestvuju u ceremonijama za decu u svetilištu, a da imaju budističku sahranu u trenutku smrti. U starim japanskim legendama često se tvrdi da mrtvi odlaze na mesto zvano jomi (黄泉), mračno podzemno carstvo sa rekom koja razdvaja žive od mrtvih i koja se spominje u legendi o Izanamiju i Izanagiju. Ovaj jomi veoma liči na grčki Had; međutim, u kasnijim mitovima se javljaju predstave vaskrsenja, pa čak i opisi mesta koje liči na Jelisej, kao u legendi Okuninuši i Susanoo . Šintoizam je sklon negativnom pogledu na smrt i leševe kao na izvor zagađenja pod nazivom kegare. Međutim, smrt se takođe posmatra i kao put ka apoteozi, što se može videti u načinu kako se legendarni pojedinci obožuju nakon smrti. Možda je najpoznatiji među njima car Ođin koji je nakon smrti postao Hačiman, bog rata.

## Parapsihologija
Društvo za psihička istraživanja osnovano je 1882. godine sa izraženom namerom da istraži fenomene koji se odnose na spiritualizam i život posle smrti. Njeni članovi do danas nastavljaju da se bave naučnim istraživanjima o paranormalnom. Ova organizacija je učinila neke od najranijih pokušaja primene naučnih metoda u proučavanju fenomena koji se odnose na život posle smrti. Neki od njenih prvih članova bili su istaknuti naučnici poput Vilijama Kruksa i filozofi poput Henrija Sidžvika i Vilijama Džejmsa.
Parapsihološko istraživanje života posle smrti obuhvata proučavanje ukletih mesta, duhova (prikaza) umrlih, instrumentalne transkomunikacije, fenomena elektronskih glasova i fenomena medijuma. Istraživanja takođe obuhvataju i proučavanje iskustava bliske smrti. Neki od naučnika koji rade ili su radili u ovoj oblasti su, između ostalih, i Rejmond Mudi, Suzan Blekmor, Čarls Tart, Villijam Džejms, Ijan Stivenson, Majkl Persinger, Pim van Lomel i Peni Sartori.
U istraživanju koje je 1901. godine sproveo lekar Dankan MekDugal trebalo je da se izmeri težina koju čovek izgubi kad duša "napusti telo" nakon smrti. MekDugal je vagao umiruće pacijente u pokušaju da dokaže da je duša materijalna, opipljiva i, prema tome, merljiva. Iako su rezultati MekDugala znatno varirali u odnosu na „21 gram“, za neke ljude ovaj broj je postao sinonim za meru mase duše. Naslov filma iz 2003. godine "21 Gram" iz 2003. godine referenca je na MekDugalovo otkriće. Njegovi rezultati nikada nisu reprodukovani i uglavnom se smatraju besmislenim ili se smatra da nemaju veliku naučnu vrednost, ako je uopšte i imaju.
Nakon 25 godina parapsiholoških istraživanja Suzan Blekmor je zaključila da, prema njenim iskustvima, nema dovoljno empirijskih dokaza za mnoge od tih slučajeva.

## Filozofija

### Savremena filozofija
Postoji gledište zasnovano na filozofskom pitanju ličnog identiteta, koje Danijel Kolak naziva otvoreni individualizam. On zaključuje da je pojedinačno svesno iskustvo iluzorno i iz razloga što se svesnost nastavlja i nakon smrti kod svih svesnih bića, mi ne umiremo. Ovo stajalište su podržali ugledni fizičari poput Ervina Šredingera i Frimena Dajsona.
Izvesni problemi se javljaju sa idejom da se određena osoba nastavlja nakon smrti. Piter van Invegen, u svojoj raspravi o vaskrsenju, napominje da materijalista mora imati neku vrstu fizičkog kontinuiteta. Džon Hik takođe postavlja neka pitanja u vezi sa ličnim identitetom u svojoj knjizi Smrt i večni život, koristeći primer osobe koja prestaje da postoji na jednom mestu, dok se njena verna replika pojavljuje na drugom. Ako bi replika imala potpuno ista iskustva, osobine i fizičke osobine prve osobe, svi bismo pripisali isti identitet drugoj, kako navodi Hik.

### Procesna filozofija
U panenteističkom modelu procesne filozofije i teologije, filozofi Alfred Nort Vajthed i Čarls Hartshorn su odbacili činjenicu da se svemir sastoji od materije, već je realnost, prema njima, sastavljena od živih iskustava (momenata iskustva). Prema Hartshornu, ljudi ne doživljavaju subjektivnu (ili ličnu) besmrtnost u zagrobnom životu, ali imaju objektivnu besmrtnost, jer njihova iskustva žive zauvek u Bogu, u kome je sadržano sve što je bilo. Međutim, drugi procesni filozofi, poput Dejvida Reja Grifina, navode da ljudi možda imaju subjektivno iskustvo nakon smrti.

## Nauka
Bez obzira da li nauka može ili ne da falsifikuje postojanje života posle smrti, značajna većina neuronaučnika naginje fizikalizmu kada razmišlja o problemu um-telo. Prema ovom gledištu, svesnost proizilazi i/ili svodiva je na fizičke pojave kao što su neuronske aktivnosti koje se javljaju u mozgu. Ako fizikalizam važi, onda u trenutku kad mozak prestane da funkcioniše prilikom moždane smrti, svest ne uspeva da preživi i prestaje da postoji. Teorijski fizičar Stiven Hoking odbacio je koncept života posle smrti rekavši: "Mozak smatram računarom koji će prestati da radi kada se njegove komponente pokvare. Ne postoji raj ili život posle smrti za pokvarene računare; to je bajka za ljude koji se boje mraka."
Psihološke teorije o poreklu verovanja u život posle smrti su kognitivna dispozicija, kulturno učenje i verovanje u život posle smrti kao intuitivna religijska ideja. U jednom istraživanju koje je sprovedeno, deca su mogla da prepoznaju kraj fizičke, mentalne i perceptivne aktivnosti prilikom smrti, ali su oklevala da zaključe prestanak volje, sopstva ili emocije.
Godine 2008, pokrenuta je obimna studija koju je sproveo Univerzitet u Sauthemptonu u kojoj je učestvovalo 2060 pacijenata iz 15 bolnica u Velikoj Britaniji, Sjedinjenim Državama i Austriji. Studija AWARE (AWAREness (svesnost na engleskom) tokom Reanimacije) ispitivala je širok spektar mentalnih iskustava povezanih sa smrću. U obimnoj studiji, istraživači su takođe testirali validnost svesnih iskustava, po prvi put koristeći objektivne markere, kako bi utvrdili da li tvrdnje o svesnosti kompatibilne sa vantelesnim iskustvima odgovaraju stvarnim ili halucinatornim događajima. Rezultati su otkrili da je 40% onih koji su preživeli srčani zastoj tokom tog vremena bilo svesno da su klinički mrtvi i pre nego što im se srce ponovo pokrenulo. Jedan pacijent je takođe imao verifikovano vantelesno iskustvo (preko 80% pacijenata nije preživelo srčani zastoj ili im nije bilo dovoljno dobro da bi bili intervjuisani), ali se njegov srčani zastoj dogodio u sobi bez markera. Dr Parnia je u intervjuu izjavio: „Svedočenja za sada ukazuju da u prvih nekoliko minuta nakon smrti svest nije prekinuta“. Studija se nastavlja sa programom AWARE II i trebalo bi da bude završena u septembru 2020. godine.

## Literatura
- Afterlife: A History of Life after Death. London and Ithaca NY: I.. by Philip C Almond. .B. Tauris and Cornell University Press, 2015).
- Death and Afterlife: Perspectives of World Religions edited by Hiroshi Obayashi, Praeger, 1991.
- Beyond Death: Theological and Philosophical Reflections on Life after Death edited by Dan Cohn-Sherbok and Christopher Lewis, Pelgrave-MacMillan, 1995.
- The Islamic Understanding of Death and Resurrection by Jane Idelman Smith and Yazbeck Haddad, Oxford UP, 2002.
- Life After Death: A History of the Afterlife in Western Religion by Alan F. Segal, Doubleday, 2004.
- Brain & Belief: An Exploration of the Human Soul by John J. McGraw, Aegis Press, 2004.
- Beyond the Threshold: Afterlife Beliefs and Experiences in World Religions by Christopher M. Moreman, Rowman & Littlefield, 2008.
- Is there an afterlife: a comprehensive overview of the evidence by David Fontana, O Books 2005.
- Morey, Robert A. (1984). Death and the Afterlife. Faith Defenders. ISBN 0-87123-433-5.. by Robert A. Morey. Minneapolis, Minn.: Bethany House Publishers, 1984. 315 p
- Shushan, Gregory (2009). Conceptions of the Afterlife in Early Civilizations: Universalism, Constructivism and Near-Death Experience. Bloomsbury Academic. ISBN 978-0-8264-4073-0.. by Gregory Shushan, New York & London, Continuum, .
- Martin, Michael; Augustine, Keith (2015). The Myth of an Afterlife: The Case against Life After Death. Rowman & Littlefield. ISBN 978-0-8108-8677-3.. edited by Michael Martin and Keith Augustine, Rowman & Littlefield, .
- Mirabello, Mark (2. 10. 2016). A Traveler's Guide to the Afterlife: Traditions and Beliefs on Death, Dying, and What Lies Beyond. Inner Traditions/Bear. ISBN 978-1-62055-597-2.. by Mark Mirabello, Ph.D. Inner Traditions. 2016